# Саладас (департамент)
Департамент Саладас  (исп. Departamento de Saladas) — департамент в Аргентине в составе провинции Корриентес.
Территория — 1907 км². Население — 22244 человек. Плотность населения — 11,70 чел./км².
Административный центр — Саладас.

## География
Департамент расположен на западе провинции Корриентес.
Департамент граничит:
- на севере — с департаментом Эмпедрадо
- на северо-востоке — с департаментом Мбурукуя
- на востоке — с департаментом Консепсьон
- на юго-востоке — с департаментом Сан-Роке
- на юго-западе — с департаментом Белья-Виста
- на западе — с провинцией Санта-Фе

## Административное деление
Департамент включает 2 муниципалитета:
- Саладас
- Сан-Лоренсо

## Важнейшие населенные пункты[3]
| № | Населённый пункт   | Населённый пункт (исп.) | Категория | Население чел. (2010) | На карте                        |
| - | ------------------ | ----------------------- | --------- | --------------------- | ------------------------------- |
| 1 | Саладас            | Saladas                 | город     | 12864                 | 28°15′17″ ю. ш. 58°37′24″ з. д. |
| 2 | Сан-Лоренсо        | San Lorenzo             | город     | 2569                  | 28°07′59″ ю. ш. 58°46′04″ з. д. |
| 3 | Паго-де-лос-Десеос | Pago de los Deseos      | поселок   | н/д                   | 28°12′20″ ю. ш. 58°26′57″ з. д. |